# مارك 36 (قنبلة نووية)

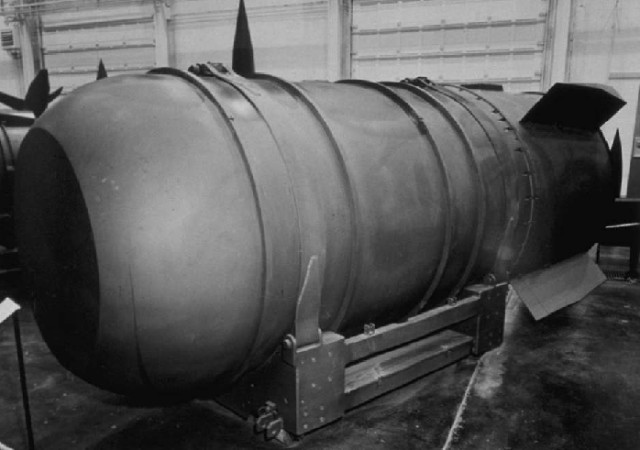
مارك 36 (قنبلة نووية)

مارك 36 قنبلة نووية هي قنبلة نووية أمريكية ذات إنتاجية عالية ومصممة في الخمسينيات. هي قنبلة نووية حرارية باستخدام نظام ثانوي اندماجي متعدد المراحل لتوليد يصل إلى حوالي 10 ميغاطن.

## التاريخ
كان مارك 36 نسخة أكثر تطوراً من القنبلة النووية السابقة مارك 21 والتي كانت أول قنبلة حرارية في عام 1954.
خرجت من الخدمة جميع قنابل مارك 36 النووية بين أغسطس 1961 ويناير 1962 وحل محلها القنبلة النووية بي 41 ذات الإنتاجية العالية.